# 圣玛丽阿皮
圣玛丽阿皮（法語：Sainte-Marie-à-Py，法語發音：[sɛ̃t maʁi a pi]）是法国马恩省的一个市镇，位于该省北部偏东，属于香槟沙隆区。

## 地理
圣玛丽阿皮（49°14'21"N, 4°30'7"E）面积26.92 平方千米，位于法国大東部大區马恩省，该省份为法国东北部内陆省份，北起阿登省，西北接埃纳省，西南接塞纳-马恩省，南至奥布省，东南接上马恩省，东临默兹省。
与圣玛丽阿皮接壤的市镇（或旧市镇、城区）包括：大圣伊莱尔、皮河畔圣苏普莱、索姆皮-塔于尔、苏安-佩尔特莱叙尔吕。

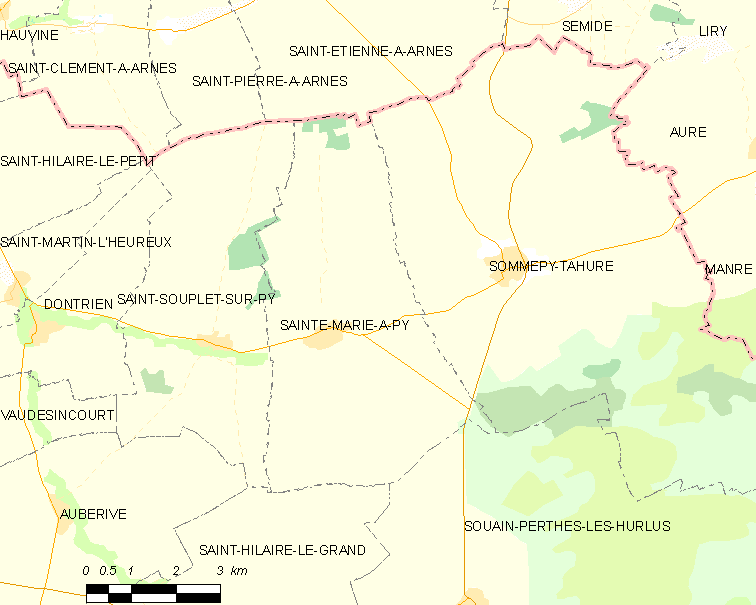
圣玛丽阿皮的OSM定位图

圣玛丽阿皮的时区为UTC+01:00、UTC+02:00（夏令时）。

## 行政
圣玛丽阿皮的邮政编码为51600，INSEE市镇编码为51501。

## 政治
圣玛丽阿皮所属的省级选区为阿戈讷-叙普-韦勒县。

## 人口

1962-2008年间圣玛丽阿皮人口变化图示

圣玛丽阿皮于2022年1月1日时的人口数量为195人。